# دهکده اوآک گروو، میسوری
دهکده اوآک گروو (به انگلیسی: Oak Grove Village) یک روستا (ایالات متحده آمریکا) در ایالات متحده آمریکا است که در شهرستان فرانکلین، میزوری واقع شده‌است.
 دهکده اوآک گروو ۱٫۵۹ کیلومتر مربع مساحت و ۵۰۹ نفر جمعیت دارد.